# Markat
Markat là một xã trong quận Sarandë thuộc hạt Vlorë, Albania. Dân số năm 2005 là 2833 người.